# Ukrainas ockupation av Kursk oblast
Ukrainas ockupation av Kursk oblast inleddes 6 augusti 2024, som en fas i Rysk-ukrainska kriget som inleddes med Rysslands annektering av Krim 2014. Ukrainas ockupation av delar av Rysslands Kursk oblast var den första gången sedan andra världskriget som ryskt territorium ockuperades av utländsk militär.

## Ockupationen
Den 6 augusti skedde en dramatisk vändning i kriget mellan Ryssland och Ukraina, då ukrainska styrkor invaderade Kursk Oblast i Ryssland. Detta var det första intrånget på ryskt territorium sedan Nazityskland invaderade Sovjetunionen 1941.
Den 19 augusti sade Ukrainas president Volodymyr Zelenskyj att ukrainska styrkor hade tagit kontroll över 92 städer och byar i Kursk oblast och totalt 1250 kvadratkilometer ryskt territorium. Den 3 september sa Zelenskyj i en intervju att Ukraina planerar att "på obestämd tid" hålla kvar Kursk oblasts beslagtagna territorier, i ett försök att tvinga Putin till förhandlingsbordet.